# Torneo de Bad Gastein
El Torneo de Bad Gastein fue un torneo de tenis de la WTA llevado a cabo en Bad Gastein, Austria. Pertenecía a la categoría Tier III y posteriormente a la categoría International. Se jugaba sobre canchas de polvo de ladrillo al aire libre. Este evento fue realizado por primera vez en el año 2007; su última edición fue en el  2015, tras ser sustituido al año siguiente por el torneo de Gstaad.

## Campeonas

### Individuales
| Año  | Campeona            | Finalista                | Resultado        |
| ---- | ------------------- | ------------------------ | ---------------- |
| 2007 | Francesca Schiavone | Yvonne Meusburger        | 6-1, 6-4         |
| 2008 | Pauline Parmentier  | Lucie Hradecka           | 6-4, 6-4         |
| 2009 | Andrea Petković     | Ioana Raluca Olaru       | 6-2, 6-3         |
| 2010 | Julia Görges        | Timea Bacsinszky         | 6-1, 6-4         |
| 2011 | María José Martínez | Patricia Mayr-Achleitner | 6-0, 7-5         |
| 2012 | Alizé Cornet        | Yanina Wickmayer         | 7-5, 7-6(1)      |
| 2013 | Yvonne Meusburger   | Andrea Hlaváčková        | 7-5, 6-4         |
| 2014 | Andrea Petković     | Shelby Rogers            | 6-3, 6-3         |
| 2015 | Samantha Stosur     | Karin Knapp              | 3-6, 7-6(3), 6-2 |

### Dobles
| Año  | Campeonas                           | Finalistas                        | Resultado           |
| ---- | ----------------------------------- | --------------------------------- | ------------------- |
| 2007 | Lucie Hradecká Renata Voráčová      | Ágnes Szávay Vladimíra Uhlířová   | 6-3, 7-5            |
| 2008 | Andrea Hlavackova Lucie Hradecká    | Sesil Karatantcheva Natasa Zoric  | 6-3, 6-3            |
| 2009 | Andrea Hlavackova Lucie Hradecká    | Tatjana Malek Andrea Petković     | 6-2, 6-4            |
| 2010 | Lucie Hradecká Anabel Medina        | Timea Bacsinszky Tathiana Garbin  | 6-7(2), 6-1, [10-5] |
| 2011 | Eva Birnerova Lucie Hradecká        | Jarmila Gajdošová Julia Görges    | 4-6, 6-2, [12-10]   |
| 2012 | Jill Craybas Julia Görges           | Anna-Lena Grönefeld Petra Martić  | 6-7(4), 6-4, [11-9] |
| 2013 | Sandra Klemenschits Andreja Klepač  | Kristina Barrois Eleni Daniilidou | 6-1, 6-4            |
| 2014 | Karolína Plíšková Kristýna Plíšková | Andreja Klepač María Teresa Torró | 4-6, 6-3, [10-6]    |
| 2015 | Danka Kovinić Stephanie Vogt        | Lara Arruabarrena Lucie Hradecká  | 4-6, 6-4, [10-3]    |